# Een zaak van leven of dood
Een zaak van leven of dood is een Nederlandse film uit 1983 van George Schouten. Het is gebaseerd op het boek Zonder dollen van Hans Vervoort. De film heeft als internationale titel Silent Fear.

## Cast
| Acteur        | Personage              |
| ------------- | ---------------------- |
| Peter Faber   | Hans Jansonius         |
| Carla Hardy   | Eva Jansonius          |
| Derek de Lint | Jack de Graaf          |
| Gerard Cox    | Lucas van der Vlugt    |
| Judy Doorman  | Cecil Swart / Daniëlle |
| Robert Sobels | Ramakers               |
| Lex Schoorel  | Therapeut              |
| Henriëtte Tol | Psychiater             |